# Oscar Klasson
Oscar Erik Klasson, född 25 april 1995, är en svensk fotbollsmålvakt som spelar för BK Forward.

## Karriär
Klassons moderklubb är Sannaheds IF. Som 15-åring gick han över till BK Forward. Säsongen 2011 blev Klasson uppflyttad i klubbens U-lag som spelade i Division 4 och säsongen 2012 flyttades han upp i A-laget där han under året fick debutera i Division 1. Säsongen 2013 var han andremålvakt bakom Jacob Rinne. Rinne åkte dock på en ryggskada och Klasson spelade i 18 matcher på vilka han endast släppte in 20 mål. Säsongen 2013 fick Klasson stå i premiärmatchen, men därefter valde klubben att satsa på nyförvärvet Ismael Diawara. I juli 2014 lånades han ut till Karlslunds IF.
I mars 2015 värvades Klasson av Degerfors IF, där han skrev på ett ettårskontrakt. I november 2015 förlängde Klasson sitt kontrakt med två år. Klasson debuterade i Superettan den 21 maj 2016 i en 6–0-förlust mot IK Sirius, där han byttes in i halvlek mot skadade Jesse Öst. Säsongen 2017 inledde han som förstemålvakt, men en fotfraktur och ett avslitet ledband i en tidig bortamatch mot Helsingborgs IF gjorde att han inte spelade någon mer seriematch 2017. Efter säsongen kunde han inte komma överens om någon förlängning med Degerfors IF. Han valde istället Nora BK för att kunna bo kvar i Örebro och samtidigt vara förstemålvakt i en klubb.
I maj 2019 blev Klasson klar för spel i IFK Kumla. I februari 2023 återvände Klasson till BK Forward, där han fick en roll som målvaktstränare.